# Basketbal na Letních olympijských hrách 1952
Turnaj se odehrál v rámci XV. olympijských her ve dnech 13. července – 2. srpna 1952 v Helsinkách.
Turnaje se zúčastnilo 23 mužstev. Nejprve se ve třech skupinách odehrálo předkolo, kde se třináct účastníků utkalo o postup do prvního kola. V prvním kole bylo šestnáct mužstev rozděleno do čtyř skupin. První dvě postoupila do čtvrtfinále, které hrálo ve dvou skupinách z nichž nejlepší dva celky postoupily do bojů o medaile. Olympijským vítězem se stal potřetí celek USA.

## Turnaj mužů
| Zlato   | Spojené státy americké (USA) |
| Stříbro | Sovětský svaz (URS)          |
| Bronz   | Uruguay (URU)                |

### Předkolo

#### Skupina A
Kuba –  Belgie	59:51 (31:28)	
14. července 1952 - Helsinky
 Bulharsko –  Švýcarsko	69:58 (30:22)
14. července 1952 - Helsinky
 Belgie –  Švýcarsko	59:49 (33:25)
15. července 1952 - Helsinky
 Bulharsko –  Kuba 	62:56 (29:30)
17. července 1952 - Helsinky
 Kuba –  Belgie	71:63 (42:34)
18. července 1952 – Helsinky
- Bulharsko a Kuba postoupili do 1. kola.

#### Skupina B
Maďarsko –  Řecko 	75:38 (37:21)
14. července 1952 - Helsinky
 Filipíny –  Izrael 	57:47 (29:27)
14. července 1952 - Helsinky
 Řecko –  Izrael 	54:52 (27:35)
15. července 1952 - Helsinky
 Filipíny –  Maďarsko 	48:35 (26:19)
17. července 1952 - Helsinky
 Maďarsko –  Řecko 	47:44 (31:23)
18. července 1952 - Helsinky
- Filipíny a Maďarsko postoupili do 1. kola.

#### Skupina C
Kanada –  Itálie 	68:57 (35:25)
14. července 1952 - Helsinky
 Egypt –  Turecko 	64:45 (27:18)
14. července 1952 - Helsinky
 Kanada –  Rumunsko 72:51 (28:21)
15. července 1952 - Helsinky
 Itálie –  Turecko 	49:37 (24:16)
15. července 1952 - Helsinky
 Itálie –  Rumunsko 	53:39 (19:26)
17. července 1952 - Helsinky
 Kanada –  Egypt 	63:57 (38:31)
17. července 1952 - Helsinky
 Egypt –  Itálie 66:62 (25:27)
18. července 1952 - Helsinky
- Kanada a Egypt postoupili do 1. kola.

### 1. kolo

#### Skupina A
|    |          | USA   | URU    | TCH    | HUN   | V | P | Skóre   | B |
| 1. | USA      | ***   | 57:44  | 72:47  | 66:48 | 3 | 0 | 195:139 | 6 |
| 2. | Uruguay  | 44:57 | ***    | 53:51p | 70:56 | 2 | 1 | 167:164 | 5 |
| 3. | ČSR      | 47:72 | 51:53p | ***    | 63:39 | 1 | 2 | 161:164 | 4 |
| 4. | Maďarsko | 48:66 | 56:70  | 39:63  | ***   | 0 | 3 | 143:199 | 3 |

 USA –  Maďarsko 66:48 (37:23)
25. července 1952 - Helsinky
 Uruguay –  Československo 53:51pp (32:32, 51:51)
25. července 1952 - Helsinky

Branky: Kostine (URS), Porto (BRA)
Uruguay: Acosta y Lara, Baliño, Cieslinskas, Costa, Demarco, García Otero, Larre Borges,
Lombardo, Lovera, Matto, Pelaez, Rossello.
ČSR: M. Baumruk, Matoušek, Škerik, Bobrovský, Kozák, Horniak, Kodl, Rylich, Mrázek, Ezr, Kolár, Šip.
 Maďarsko –  Uruguay 56:70 (33:36)
26. července 1952 – Helsinky
 USA –  Československo 72:47 (35:21)
26. července 1952 – Helsinky

Rozhodčí: Ashri (EGY), Reverberi (ITA)
USA: Hoag, Hougland, Keller, Kelley, Kenney, Lovellette, Frieberger, Glasgow, Pippin, Williams, Bontemps, Kurland.
ČSR: Matoušek, Škerík, Bobrovský, Kozák, Horniak, Kodl, Rylich, Mrázek, M. Baumruk, Kolár, Šipp, J. Baumruk.
 Československo –  Maďarsko 63:39 (34:23)
27. července 1952 - Helsinky

Rozhodčí: Vanderperren (BEL), Siniakov (URS)
ČSR: M. Baumruk, Matoušek, Škerik, Kozák, Horniak, Kodl, Rylich, Mrázek, Ezr, Kolář, Šíp, Tětiva.
Maďarsko: Telegdy, Mezofi, Bánhegyi, Papp, Greminger, Zsiros, Bogár, Simon, Cselkó, Bokor, Czinkán, Komáromi.
 USA –  Uruguay 57:44 (32:27)
27. července 1952 – Helsinky

#### Skupina B
|    |           | URS   | BUL   | MEX   | FIN   | V | P | Skóre   | B |
| 1. | SSSR      | ***   | 74:46 | 71:62 | 47:35 | 3 | 0 | 192:143 | 6 |
| 2. | Bulharsko | 46:74 | ***   | 52:44 | 65:64 | 2 | 1 | 163:182 | 5 |
| 3. | Mexiko    | 62:71 | 44:52 | ***   | 66:48 | 1 | 2 | 172:171 | 4 |
| 4. | Finsko    | 35:47 | 64:65 | 48:66 | ***   | 0 | 3 | 147:178 | 3 |

 SSSR -  Bulharsko 74:46 (38:21)
25. července 1952 - Helsinky
 Mexiko –  Finsko 66:48 (36:21)
25. července 1952 - Helsinky
 Mexiko –  Bulharsko 44:52 (16:27)
26. července 1952 – Helsinky
 SSSR –  Finsko 47:35 (23:14)
26. července 1952 - Helsinky
 Finsko -  Bulharsko 64:65 (30:31)
27. července 1952 - Helsinky
 SSSR -  Mexiko 71:62 (38:29)
25. července 1952 - Helsinky

#### Skupina C
|    |           | ARG   | BRA   | PHI   | CAN   | V | P | Skóre   | B |
| 1. | Argentina | ***   | 72:56 | 85:59 | 82:81 | 3 | 0 | 239:196 | 6 |
| 2. | Brazílie  | 56:72 | ***   | 71:52 | 57:55 | 2 | 1 | 184:179 | 5 |
| 3. | Filipíny  | 59:85 | 52:71 | ***   | 81:65 | 1 | 2 | 192:221 | 5 |
| 4. | Kanada    | 81:82 | 55:57 | 65:81 | ***   | 0 | 3 | 201:220 | 3 |

 Argentina -  Filipíny 85:59 (44:30)
25. července 1952 - Helsinky
 Brazílie -  Kanada 57:55 (33:27)
25. července 1952 - Helsinky
 Filipíny -  Brazílie 52:71 (25:32)
26. července 1952 - Helsinky
 Argentina -  Kanada 82:81 (42:48)
26. července 1952 - Helsinky
 Kanada -  Filipíny 65:81 (35:40)
27. července 1952 - Helsinky
 Argentina -  Brazílie 72:56 (31:21)
27. července 1952 - Helsinky

#### Skupina D
|    |         | FRA   | CHI   | EGY   | CUB   | V | P | Skóre   | B |
| 1. | Francie | ***   | 52:43 | 92:64 | 58:42 | 3 | 0 | 202:149 | 6 |
| 2. | Chile   | 43:52 | ***   | 74:46 | 53:52 | 2 | 1 | 170:150 | 5 |
| 3. | Egypt   | 64:92 | 46:74 | ***   | 66:55 | 1 | 2 | 176:221 | 4 |
| 4. | Kuba    | 42:58 | 52:53 | 55:66 | ***   | 0 | 3 | 149:177 | 3 |

 Francie -  Egypt 92:64 (39:30)
25. července 1952 - Helsinky
 Chile -  Kuba 53:52 (32:32)
25. července 1952 - Helsinky
 Egypt -  Chile 46:74 (18:47)
26. července 1952 - Helsinky
 Francie -  Kuba 58:42 (30:17)
26. července 1952 - Helsinky
 Francie -  Chile 52:43 (25:17)
27. července 1952 - Helsinky
 Egypt -  Kuba 66:55 (35:28)
27. července 1952 - Helsinky

### Čtvrtfinále

#### Skupina A
|    |          | USA    | URS   | BRA   | CHI    | V | P | Skóre   | B |
| 1. | USA      | ***    | 86:58 | 57:53 | 103:55 | 3 | 0 | 246:166 | 6 |
| 2. | SSSR     | 58:86  | ***   | 54:49 | 78:60  | 2 | 1 | 190:195 | 5 |
| 3. | Brazílie | 53:57  | 49:54 | ***   | 75:44  | 1 | 2 | 177:155 | 4 |
| 4. | Chile    | 55:103 | 60:78 | 44:75 | ***    | 0 | 3 | 159:256 | 3 |

 Chile -  Brazílie 44:75 (25:36)
28. července 1952 - Helsinky
 SSSR -  USA 58:86 (22:39)
28. července 1952 - Helsinky
 Chile -  USA 55:103 (32:47)
29. července 1952 - Helsinky
 SSSR -  Brazílie 54:49 (21:25)
29. července 1952 - Helsinky
 Brazílie -  USA 53:57 (26:24)
30. července 1952 - Helsinky
 SSSR -  Chile 78:60 (41:29)
30. července 1952 - Helsinky

#### Skupina B
|    |           | URU    | ARG    | FRA   | BUL    | V | P | Skóre   | B |
| 1. | Uruguay   | ***    | 66:65p | 66:68 | 62:54  | 2 | 1 | 194:187 | 6 |
| 2. | Argentina | 65:66p | ***    | 61:52 | 100:56 | 2 | 1 | 226:174 | 5 |
| 3. | Francie   | 68:66  | 52:61  | ***   | 58:67  | 1 | 2 | 178:194 | 4 |
| 4. | Bulharsko | 54:62  | 56:100 | 67:58 | ***    | 1 | 2 | 177:220 | 3 |

 Argentina -  Bulharsko 100:56 (53:29)
28. července 1952 - Helsinky
 Uruguay -  Francie 66:68 (30:38)
28. července 1952 - Helsinky
 Bulharsko -  Uruguay 54:62 (27:35)
29. července 1952 - Helsinky
 Argentina -  Francie 61:52 (31:27)
29. července 1952 - Helsinky
 Francie -  Bulharsko 58:67 (23:39)
30. července 1952 - Helsinky
 Argentina -  Uruguay 65:66pp (31:39, 61:61)
30. července 1952 - Helsinky

### Semifinále
USA –  Argentina		85:76 (43:39)
31. července 1952 - Helsinky
 SSSR –  Uruguay		61:57 (31:28)
31. července 1952 - Helsinky

### Finále
USA –  SSSR 		36:25 (17:15)
2. srpna 1952 (16:00) - Helsinky (Messuhalli II.)

Rozhodčí: F. van den Perren (BEL), Abdel-Moneim Wahby (EGY)

Diváků: 2 686
USA: Howie Williams 4, Dan Pippin 1, Bill Hougland 6, Charlie Hoag 2, Clyde Lovellette 9, Melvin Kelley, Bob Kenney 6, Marcus Freiberger, Ron Bontemps, Bob Kurland 8.
SSSR: Stěpas Butautas 6, Ilmar Kullam 6, Otar Korkia 8, Jurij Ozerov, Anatolij Koněv, Nodar Džordžikia 1, Alexandr Mojsejev 4, Heino Krus.

### O 3. místo
Uruguay –  Argentina 68:59 (31:24)
2. srpna 1952 – Helsinky

### O 5. – 8. místo
Brazílie –  Francie 		59:44 (31:26)
31. července 1952 – Helsinky
 Chile –  Bulharsko 60:53 (37:29)
31. července 1952 – Helsinky

### O 5. místo
Chile -  Brazílie	58:49 (32:24)	
2. srpna 1952 - Helsinky

### O 7. místo
Bulharsko –  Francie 58:44 (22:22)
2. srpna 1952 – Helsinky

## Soupisky
1.  USA 
| - Ron Bontemps - Marc Freiberger - Wayne Glasgow - Charlie Hoag - Bill Hougland | - John Keller - Dean Kelley - Bob Kenney - Bob Kurland - Bill Lienhard | - Clyde Lovellette - Frank R. McCabe - Dan Pippin - Howie Williams |

Trenér: Warren Womble.
2.  SSSR 
| - Stěpas Butautas - Nodar Džordžikia - Anatolij Koněv - Otar Korkia - Heino Kruus | - Ilmar Kullam - Justinas Lagunavičius - Joann Losov - Alexandr Mojsejev - Jurij Ozerov | - Kazys Petkevičius - Stasys Stonkus - Maigonis Valdmanis - Viktor Vlasov |

3.  Uruguay 
| - Martín Acosta y Lara - Enrique Baliño - Victorio Cieslinskas - Héctor Costa | - Nelson Demarco - Héctor García Otero - Tabaré Larre Borges - Adesio Lombardo | - Roberto Lovera - Sergio Matto - Wilfredo Peláez - Carlos Roselló |

10.  Československo 
| - Jiří Baumruk - Miroslav Baumruk - Zdeněk Bobrovský - Josef Ezr - Eugen Horniak | - Miloslav Kodl - Luboš Kolář - Jan Kozák - Jiří Matoušek - Ivan Mrázek | - Zdeněk Rylich - Jaroslav Šíp - Miroslav Škeřík - Jaroslav Tetiva |

## Konečné pořadí
| XV. | Olympijské hry | Z | V | P | Skóre    | B  |
| --- | -------------- | - | - | - | -------- | -- |
| 1.  | USA            | 8 | 8 | 0 | 562:406  | 16 |
| 2.  | SSSR           | 8 | 6 | 2 | 468:431  | 14 |
| 3.  | Uruguay        | 8 | 5 | 3 | 486:471  | 13 |
| 4.  | Argentina      | 8 | 5 | 3 | 600: 523 | 13 |
| 5.  | Chile          | 8 | 4 | 4 | 461: 508 | 12 |
| 6.  | Brazílie       | 8 | 4 | 4 | 469:450  | 12 |
| 7.  | Bulharsko      | 8 | 4 | 4 | 451:506  | 12 |
| 8.  | Francie        | 8 | 4 | 4 | 468: 460 | 12 |
| 9.  | Mexiko         | 3 | 1 | 2 | 172: 171 | 4  |
| 10. | ČSR            | 3 | 1 | 2 | 161: 164 | 4  |
| 11. | Filipíny       | 3 | 1 | 2 | 192: 221 | 4  |
| 12. | Egypt          | 3 | 1 | 2 | 161:164  | 4  |
| 13. | Kanada         | 3 | 0 | 3 | 201: 220 | 3  |
| 14. | Kuba           | 3 | 0 | 3 | 149:177  | 3  |
| 15. | Finsko         | 3 | 0 | 3 | 147: 178 | 3  |
| 16. | Maďarsko       | 3 | 0 | 3 | 143: 199 | 3  |
| 17. | Itálie         |   |   |   |          |    |
| 18. | Belgie         |   |   |   |          |    |
| 19. | Řecko          |   |   |   |          |    |
| 20. | Izrael         |   |   |   |          |    |
| 21. | Švýcarsko      |   |   |   |          |    |
| 22. | Turecko        |   |   |   |          |    |
| 23. | Rumunsko       |   |   |   |          |    |